# Anna van Prooijen
Anna Adriana van Prooijen (Groningen, 15 mei 1858 – Den Haag, 5 april 1933) was een Nederlandse schilderes en tekenares.

## Leven en werk
Van Prooijen was een dochter van de klerk Berend van Prooijen en Adriana van Heel. Ze was een achternicht van de schilder Albert Jurardus van Prooijen. Ze werd tekenlerares in Groningen en gaf onder meer les aan Jakob Nieweg. Als schilderes maakte ze vooral stillevens en bloemstukken. In 1902 was ze het eerste vrouwelijk lid van de tekenexamencommissie voor lager onderwijs. Ze verhuisde in 1910 naar Den Haag en later naar Laren.
Van Prooijen was vanaf circa 1909 een van de vaste medewerkers van het 'Maandblad gewijd aan de belangen van het teekenonderwijs en de kunstnijverheid in Nederland'.
Ze maakte ook illustraties voor het kinderboekje 'Het Maanmannetje', geschreven door J.A. Bruins Jr., dat in 1902 werd uitgegeven door J. Kuiken Jz. - St.-Annaparochie, Uitgever der. Ned. Ver. tot Afschaffing van Alcoholhoudende Dranken.
Ze maakte veel reizen en woonde ook tien jaar in Italië. Vanaf 1926 woonde ze weer in Den Haag. Van Prooijen was betrokken bij de oprichting van de schilderessenvereniging ODIS in 1927, waarvan zij de naam bedacht en enige tijd vicevoorzitter was.
De kunstenares overleed op 85-jarige leeftijd in haar woonplaats en werd gecremeerd te Westerveld.